# Fausto Orsomarso
Fausto Orsomarso (Cosenza, 18 agosto 1971) è un politico italiano, assessore regionale al Turismo della Regione Calabria.

## Biografia
Nato a Cosenza, nel 2013 si candida al Senato della Repubblica alle elezioni politiche nella lista de Il Popolo della Libertà, non venendo eletto. Con la sospensione de Il Popolo della Libertà ha aderito a Forza Italia.
Nel 2014 si è candidato alle elezioni regionali nella lista di Forza Italia a sostegno della candidata presidente Wanda Ferro, venendo eletto.
Nel 2017 lascia Forza Italia e passa a Fratelli d'Italia, per il quale si candida alla Camera dei deputati alle elezioni politiche non venendo tuttavia eletto.
Nel 2020 decide di non ricandidarsi alle elezioni regionali, venendo poi nominato assessore regionale al turismo dalla presidente eletta Jole Santelli.
Alle elezioni regionali si ricandida in consiglio regionale nella lista di Fratelli d'Italia a sostegno del candidato presidente Roberto Occhiuto, venendo eletto. Viene poi riconfermato in giunta da Occhiuto.
Nel 2022 viene eletto al Senato della Repubblica alle elezioni politiche nella lista di Fratelli d'Italia, nella circoscrizione Calabria